# 棉隆
棉隆（英语：Dazomet）为白色针状结晶，无气味，m.p.99.5℃（分解）（104～105℃）。蒸气压400×10-6Pa。易溶于丙酮、氯仿；稍溶于乙醇、苯；难溶于醚、四氯化碳；25℃时在水中溶解度为0.12%，温水中溶解度稍有提高。水溶液中易分解，温度在45℃以上分解加快，影响药剂效果；遇强酸、强碱易分解。

## 用途
广谱性农药。具有熏蒸作用的杀线虫剂，在土壤中分解出异硫氰酸甲酯、甲醛和硫化氢，对根瘤线虫、茎线虫、异皮线虫有杀灭作用。此外还有杀虫、杀菌和除草作用，因此能兼治土壤真菌、地下害虫和藜属杂草，如马铃薯丝核菌、土杠磷翅目昆虫、叩头虫、五月金龟甲的幼虫等。用98%微粒剂750～900g/100m2砂土、900～1050g/100m2黏土做土壤处理，撒施或沟施，可防治蔬菜、花生线虫病。用75%可湿性粉剂1125g/100m2，可防治马铃薯根线虫病。

## 生产方法
以甲胺、甲醛、二硫化碳为原料合成棉隆。

## 毒性
大鼠急性经口LD50为500～650mg/kg（550～710mg/kg），小鼠急性经口LD50400mg/kg。兔急性经皮LD502360～2600mg/kg。对眼睛和皮肤有刺激作用。2年饲喂试验无作用剂量为每天10mg/kg。动物试验未见致癌、致畸、致突变作用。鲤鱼LC5010mg/L（48h），野鸭经口LD50473mg/kg，对蜜蜂安全。